# Dorsum

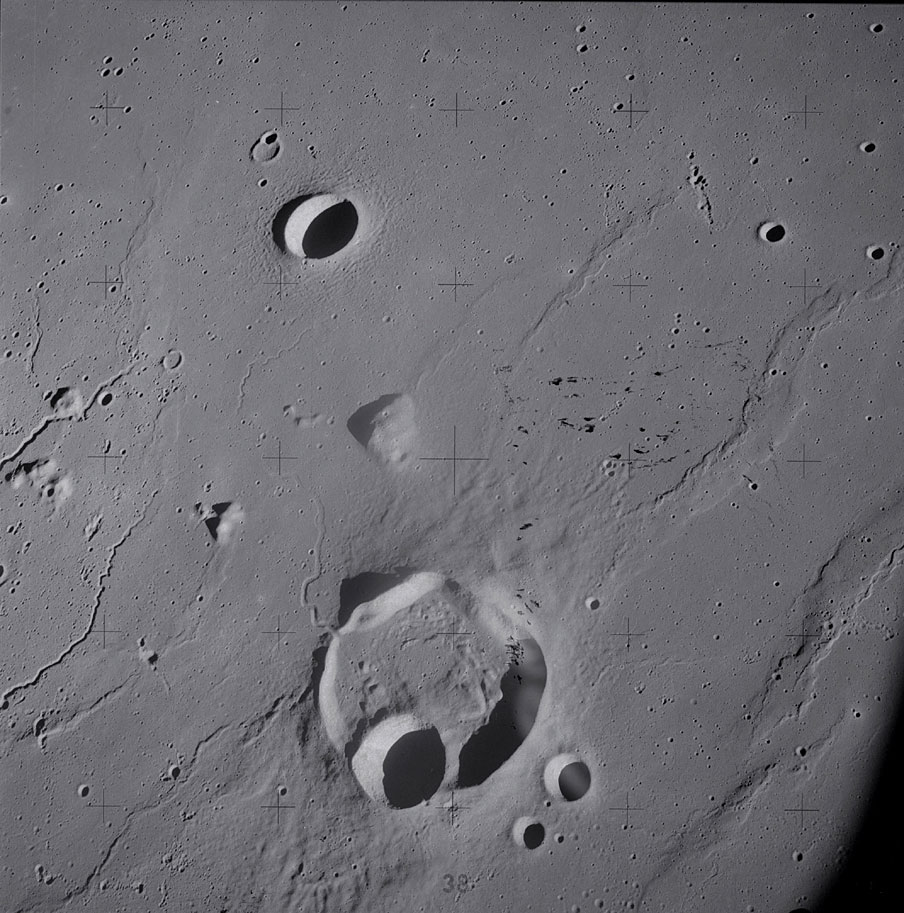
Krater księżycowy Krieger (duży na dole) i okolica, widoczne dorsa na otaczającym morzu i wijące się rowy wzdłuż lewej krawędzi

Dorsum − niskie, wijące się grzbiety obserwowane na różnych ciałach Układu Słonecznego. Powszechnie występują na morzach księżycowych, ciągną się na ich powierzchni na długości do kilkuset kilometrów. Te formy tektoniczne powstały, gdy lawa bazaltowa najpierw ostygła, a następnie skurczyła się. Czasami są nazywane żyłami z powodu ich podobieństwa do żył wystających spod skóry.
Oprócz Księżyca, dorsa występują również na Marsie, na przykład na Chryse Planitia, na Wenus i na kilku planetoidach, do których dotarły sondy kosmiczne. Znaleziono je też na Merkurym, a także na kilku księżycach Jowisza i Saturna.
Dorsum jest słowem pochodzącym z łaciny (l. mn. dorsa). W standardowym nazewnictwie Międzynarodowa Unia Astronomiczna oznacza księżycowe dorsa za pomocą nazwisk znanych ludzi. Tak więc Dorsa Burnet są nazwane od Thomasa Burneta, a Dorsum Owen od George'a Owena z Henllys.

## Dorsa na Księżycu

### Pojedyncze (Dorsum)
| Nazwa            | Współrzędne selenograficzne           | Średnica | Pochodzenie nazwy                    |
| ---------------- | ------------------------------------- | -------- | ------------------------------------ |
| Dorsum Arduino   | ☾ 24,9°N 35,8°W/24,900000 -35,800000  | 107 km   | Giovanni Arduino (1714-1795)         |
| Dorsum Azara     | ☾ 26,7°N 19,2°E/26,700000 19,200000   | 105 km   | Félix Manuel de Azara (1746-1811)    |
| Dorsum Bucher    | ☾ 31,0°N 39,0°W/31,000000 -39,000000  | 90 km    | Walter Hermann Bucher (1889-1965)    |
| Dorsum Buckland  | ☾ 20,4°N 12,8°E/20,400000 12,800000   | 380 km   | William Buckland (1784-1856)         |
| Dorsum Cayeux    | ☾ 1,6°N 51,2°E/1,600000 51,200000     | 84 km    | Lucien Cayeux (1864-1944)            |
| Dorsum Cloos     | ☾ 1,0°N 91,0°E/1,000000 91,000000     | 100 km   | Hans Cloos (1885-1951)               |
| Dorsum Cushman   | ☾ 1,0°N 49,0°E/1,000000 49,000000     | 80 km    | Joseph Augustine Cushman (1881-1949) |
| Dorsum Gast      | ☾ 24,0°N 9,0°E/24,000000 9,000000     | 60 km    | Paul Werner Gast (1930-1973)         |
| Dorsum Grabau    | ☾ 29,4°N 15,9°W/29,400000 -15,900000  | 121 km   | Amadeus William Grabau (1870-1946)   |
| Dorsum Guettard  | ☾ 10,0°S 18,0°W/-10,000000 -18,000000 | 40 km    | Jean-Etienne Guettard (1715-1786)    |
| Dorsum Heim      | ☾ 32,0°N 29,8°W/32,000000 -29,800000  | 148 km   | Albert Heim (1849-1937)              |
| Dorsum Higazy    | ☾ 28,0°N 17,0°W/28,000000 -17,000000  | 60 km    | Riad Higazy (1919-1967)              |
| Dorsum Nicol     | ☾ 18,0°N 23,0°E/18,000000 23,000000   | 50 km    | William Nicol (1768-1851)            |
| Dorsum Niggli    | ☾ 29,0°N 52,0°W/29,000000 -52,000000  | 50 km    | Paul Niggli (1888-1953)              |
| Dorsum Oppel     | ☾ 18,7°N 52,6°E/18,700000 52,600000   | 268 km   | Albert Oppel (1831-1865)             |
| Dorsum Owen      | ☾ 25,0°N 11,0°E/25,000000 11,000000   | 50 km    | George Owen (1552-1613)              |
| Dorsum Scilla    | ☾ 32,8°N 60,4°W/32,800000 -60,400000  | 108 km   | Agostino Scilla (1639-1700)          |
| Dorsum Termier   | ☾ 11,0°N 58,0°E/11,000000 58,000000   | 90 km    | Pierre-Marie Termier (1859-1930)     |
| Dorsum Thera     | ☾ 24,4°N 31,4°W/24,400000 -31,400000  | 7 km     | Imię greckie                         |
| Dorsum Von Cotta | ☾ 23,2°N 11,9°E/23,200000 11,900000   | 199 km   | Carl Bernard von Cotta (1808-1879)   |
| Dorsum Zirkel    | ☾ 28,1°N 23,5°W/28,100000 -23,500000  | 193 km   | Ferdinand Zirkel (1838-1912)         |

### Systemy wielu dorsum (dorsa)
| Nazwa            | Współrzędne selenograficzne           | Średnica | Pochodzenie nazwy                         |
| ---------------- | ------------------------------------- | -------- | ----------------------------------------- |
| Dorsa Aldrovandi | ☾ 24,0°N 28,5°E/24,000000 28,500000   | 136 km   | Ulisses Aldrovandi (1522-1605)            |
| Dorsa Andrusov   | ☾ 1,0°S 57,0°E/-1,000000 57,000000    | 160 km   | Nikołaj Iwanowicz Andrusow (1861-1924)    |
| Dorsa Argand     | ☾ 28,1°N 40,6°W/28,100000 -40,600000  | 109 km   | Emile Argand (1879-1940)                  |
| Dorsa Barlow     | ☾ 15,0°N 31,0°E/15,000000 31,000000   | 120 km   | William Barlow (1845-1934)                |
| Dorsa Burnet     | ☾ 28,4°N 57,0°W/28,400000 -57,000000  | 194 km   | Thomas Burnet (1635-1715)                 |
| Dorsa Cato       | ☾ 1,0°N 47,0°E/1,000000 47,000000     | 140 km   | Kato Starszy (234-149 p.n.e.)             |
| Dorsa Dana       | ☾ 3,0°N 90,0°E/3,000000 90,000000     | 70 km    | James Dwight Dana (1813-1895)             |
| Dorsa Ewing      | ☾ 10,2°S 39,4°W/-10,200000 -39,400000 | 141 km   | William Maurice Ewing (1906-1974)         |
| Dorsa Geikie     | ☾ 4,6°S 52,5°E/-4,600000 52,500000    | 228 km   | Archibald Geikie (1835-1924)              |
| Dorsa Harker     | ☾ 14,5°N 64,0°E/14,500000 64,000000   | 197 km   | Alfred Harker (1859-1939)                 |
| Dorsa Lister     | ☾ 20,3°N 23,8°E/20,300000 23,800000   | 203 km   | Martin Lister (1639-1712)                 |
| Dorsa Mawson     | ☾ 7,0°S 53,0°E/-7,000000 53,000000    | 132 km   | Douglas Mawson (1882-1958)                |
| Dorsa Rubey      | ☾ 10,0°S 42,0°W/-10,000000 -42,000000 | 100 km   | William Walden Rubey (1898-1974)          |
| Dorsa Smirnov    | ☾ 27,3°N 25,3°E/27,300000 25,300000   | 156 km   | Sergiej Sergiejewicz Smirnow (1895-1947)  |
| Dorsa Sorby      | ☾ 19,0°N 14,0°E/19,000000 14,000000   | 80 km    | Henry Clifton Sorby (1826-1908)           |
| Dorsa Stille     | ☾ 27,0°N 19,0°W/27,000000 -19,000000  | 80 km    | Hans Stille (1876-1966)                   |
| Dorsa Tetyaev    | ☾ 19,9°N 64,2°E/19,900000 64,200000   | 176 km   | Michaił Michajłowicz Tietajew (1882-1956) |
| Dorsa Whiston    | ☾ 29,4°N 56,4°W/29,400000 -56,400000  | 85 km    | William Whiston (1667-1752)               |

## Dorsa na pozostałych obiektach Układu Słonecznego
| Dorsa na Merkurym: - Antoniadi Dorsum - Schiaparelli Dorsum Dorsa na Fobosie: - Kepler Dorsum Dorsa na Hyperionie: - Bond-Lassell Dorsum Dorsa na Trytonie: - Awib Dorsa Dorsa na Idzie: - Townsend Dorsum Dorsa na Erosie: - Finsen Dorsum - Hinks Dorsum | Dorsa na Wenus: - Abe Mango Dorsa - Achek Dorsa - Aditi Dorsa - Ahsonnutli Dorsa - Aida-Wedo Dorsa - Akewa Dorsa - Akuanda Dorsa - Alkonost Dorsa - Allat Dorsa - Amitolane Dorsa - Anpao Dorsa - Arev Dorsa - Asiaq Dorsa - Auska Dorsum - Aušrā Dorsa - Barbale Dorsa - Ben Dorsa - Bezlea Dorsa - Biliku Dorsa - Boszorkany Dorsa - Charykh-Keyok Dorsa - Chih Nu Dorsum - Dennitsa Dorsa - Dodola Dorsa - Dudumitsa Dorsa - Dyan-Mu Dorsa - Dylacha Dorsa - Etain Dorsa - Frigg Dorsa - Hemera Dorsa - Hera Dorsa - Iris Dorsa - Iyele Dorsa - Kadlu Dorsa - Kalm Dorsa - Kamari Dorsa - Kastiatsi Dorsa - Khadne Dorsa - Kotsmanyako Dorsa - Kuldurok Dorsa - Laūma Dorsa - Laverna Dorsa - Lemkechen Dorsa - Lukelong Dorsa - Lumo Dorsa - Mardezh-Ava Dorsa - Menkerot Dorsa - Metelitsa Dorsa - Naatse-elit Dorsa - Nambi Dorsum - Naran Dorsa - Natami Dorsa - Nephele Dorsa - Nichka Dorsa - Norwan Dorsa - Nuvakchin Dorsa - Odzerchen Dorsa - Ojuz Dorsa - Okipeta Dorsa - Oshumare Dorsa - Oya Dorsa - Pandrosos Dorsa - Poludnitsa Dorsa - Pulugu Dorsa - Ragana Dorsa - Rokapi Dorsa - Salme Dorsa - Saule Dorsa - Sel-Anya Dorsa - Semuni Dorsa - Shishimora Dorsa - Sige Dorsa - Siksaup Dorsa - Sinanevt Dorsa - Sirona Dorsa - Sogbo Dorsa - Spidola Dorsa - Sunna Dorsa - Surupa Dorsa - Tezan Dorsa - Tikoiwuti Dorsa - Tinianavyt Dorsa - Tomem Dorsa - Tsovinar Dorsa - Tukwunag Dorsa - Unelanuhi Dorsa - Uni Dorsa - Unuk Dorsa - Urkuk Dorsa - Vaiva Dorsum - Varma-Ava Dorsa - Vedma Dorsa - Vejas-mate Dorsa - Vetsorgo Dorsum - Wala Dorsa - Yalyane Dorsa - Yumyn-Udyr Dorsa - Zaryanitsa Dorsa - Zimcerla Dorsa - Zorile Dorsa | Dorsa na Marsie: - Aesacus Dorsum - Arcadia Dorsa - Arena Dorsum - Atrax Dorsum - Auxo Dorsum - Avernus Dorsa - Cerberus Dorsa - Charis Dorsum - Cleia Dorsum - Dorsa Argentea - Dorsa Brevia - Eumenides Dorsum - Felis Dorsa - Gordii Dorsum - Hegemone Dorsum - Hesperia Dorsa - Hyblaeus Dorsa - Iamuna Dorsa - Isidis Dorsa - Juventae Dorsa - Melas Dorsa - Nilus Dorsa - Pasithea Dorsum - Phaenna Dorsum - Phlegra Dorsa - Sacra Dorsa - Sinai Dorsa - Solis Dorsa - Styx Dorsum - Tyrrhena Dorsa - Uranius Dorsum - Xanthe Dorsa - Zea Dorsa |